# Shu-Aib Walters
Shu-Aib Walters (* 26. Dezember 1981 in Kapstadt) ist ein ehemaliger südafrikanischer Fußballtorhüter.

## Karriere
Aufgewachsen ist Shu-Aib Walters in seiner Geburtsstadt Kapstadt, wo er in der Jugend und später im Seniorenbereich bei mehreren Vereinen wie Milano United, den Newtons, den Rygerdal Aces und dem Clyde Pinelands AFC spielte. In der Saison 2004/05 machte er als zuverlässiger Torhüter des Kapstadter Zweitligisten Vasco da Gama auf sich aufmerksam. Die Mannschaft schaffte es bis in die Relegationsspiele, verpasste aber den Aufstieg. Walters bekam aber ein Angebot des Erstligisten Bloemfontein Celtic und spielte so doch ab der nachfolgenden Saison in der Premier Soccer League.
Dort konnte er seine Klasse unter Beweis stellen und er war ab 2008 auch in der Nationalmannschaft im Gespräch, allerdings warfen ihn in seiner Karriere immer wieder Verletzungen zurück. 2009 hatte er Schwierigkeiten, den Anschluss wiederzufinden, so dass Bloemfontein ihn nach der Hinrunde an den im Abstiegskampf steckenden Ligakonkurrenten Maritzburg United aus Durban auslieh.
Dort zeigte er wieder eine überzeugende Leistung und als im Vorfeld der Fußball-Weltmeisterschaft 2010, die von Südafrika ausgerichtet wurde, zwei erfahrene Torhüter verletzungsbedingt ausfielen, rückte er als Nummer 3 in den Vorbereitungsspielen auf und schließlich stand er auch offiziell im WM-Aufgebot Südafrikas, obwohl er bis dahin im Nationalteam noch nicht zum Einsatz gekommen war.